# Puente del Arzobispo (Santiago de Chile)
El Puente del Arzobispo, también conocido inicialmente como Puente Mapocho, es un puente vehicular y peatonal que cruza el río Mapocho en Santiago de Chile. Está ubicado en la comuna de Providencia, conectando las avenidas Santa María y Andrés Bello mediante la calle Del Arzobispo.

## Historia
A fines del siglo XIX, durante la gestión de Wenceslao Sánchez como alcalde de Providencia, fue construido un puente de madera que conectaba ambas riberas del río Mapocho a la altura de la calle Del Arzobispo (en su ribera norte) con la actual avenida Eliodoro Yáñez (en su ribera sur). El puente adquirió su nombre luego de que los vecinos del sector identificaran al arzobispo de Santiago, Mariano Casanova, como uno de los peatones ilustres que utilizaba a menudo dicho puente. Debido a una crecida del río Mapocho en 1912 el puente resultó destruido. Posteriormente, el puente fue destruido nuevamente en los años 1920, y en 1928 se ordenó su reconstrucción junto con los trabajos de canalización del río.
El puente fue diseñado por Josué Smith Solar, y consta de 44 metros de longitud y 12 metros de ancho con dos arcos parabólicos construidos en concreto. Las obras de construcción se iniciaron en octubre de 1928 y estuvieron a cargo del contratista Manuel Mora, con Manuel Herreros como jefe de obras. El puente incluía también cuatro pilares en sus extremos (2 en cada ribera), los cuales fueron demolidos en las décadas siguientes. Su construcción finalizó en octubre de 1929, convirtiéndose en el tercer puente con arco construido en Chile, después del puente sobre el río Bueno en la localidad homónima, y el puente Piqueros, en el camino entre Viña del Mar y Concón.
El 19 de noviembre de 1987 se inició la ampliación del puente, lo cual contemplaba la construcción de un nuevo puente vehicular de 45,4 m de longitud, ubicado al oriente del antiguo puente, con el fin de entregar dos nuevos carriles, y además se construyó un nuevo puente peatonal al oeste del antiguo puente, con un ancho de 5,5 m y cuatro quioscos comerciales. Las obras finalizaron el 26 de agosto de 1988 y fueron inauguradas oficialmente el 5 de septiembre del mismo año.